# Kreisviadukt von Brusio
Das Kreisviadukt von Brusio (italienisch Viadotto elicoidale di Brusio) ist ein eingleisiges, schleifenförmiges Eisenbahn-Viadukt der Rhätischen Bahn (RhB). Es befindet sich bei Brusio im Kanton Graubünden. Dieses Wahrzeichen der durch das Puschlav führenden meterspurigen Berninabahn ist Teil des UNESCO-Welterbes.

## Beschreibung
Das Bauwerk liegt am südlichen Dorfrand von Brusio, etwa 600 Meter vom Bahnhof entfernt auf einer Höhe von rund 705 m ü. M. Die Länge beträgt 142,80 Meter, die Brückenbreite 4,88 Meter. Jeder der neun Bögen besitzt eine Spannweite von 10 Metern. Bei einem Gleisradius von 70 Metern und einer Neigung von 70 ‰ wird der Talboden in einer Höhe von 7 bis 17 Metern überquert. In zahlreichen Publikationen wird die Länge des Bauwerks mit 110 Metern angegeben; dies betrifft die Brücke und schliesst den dazugehörenden Damm aus.

## Geschichte

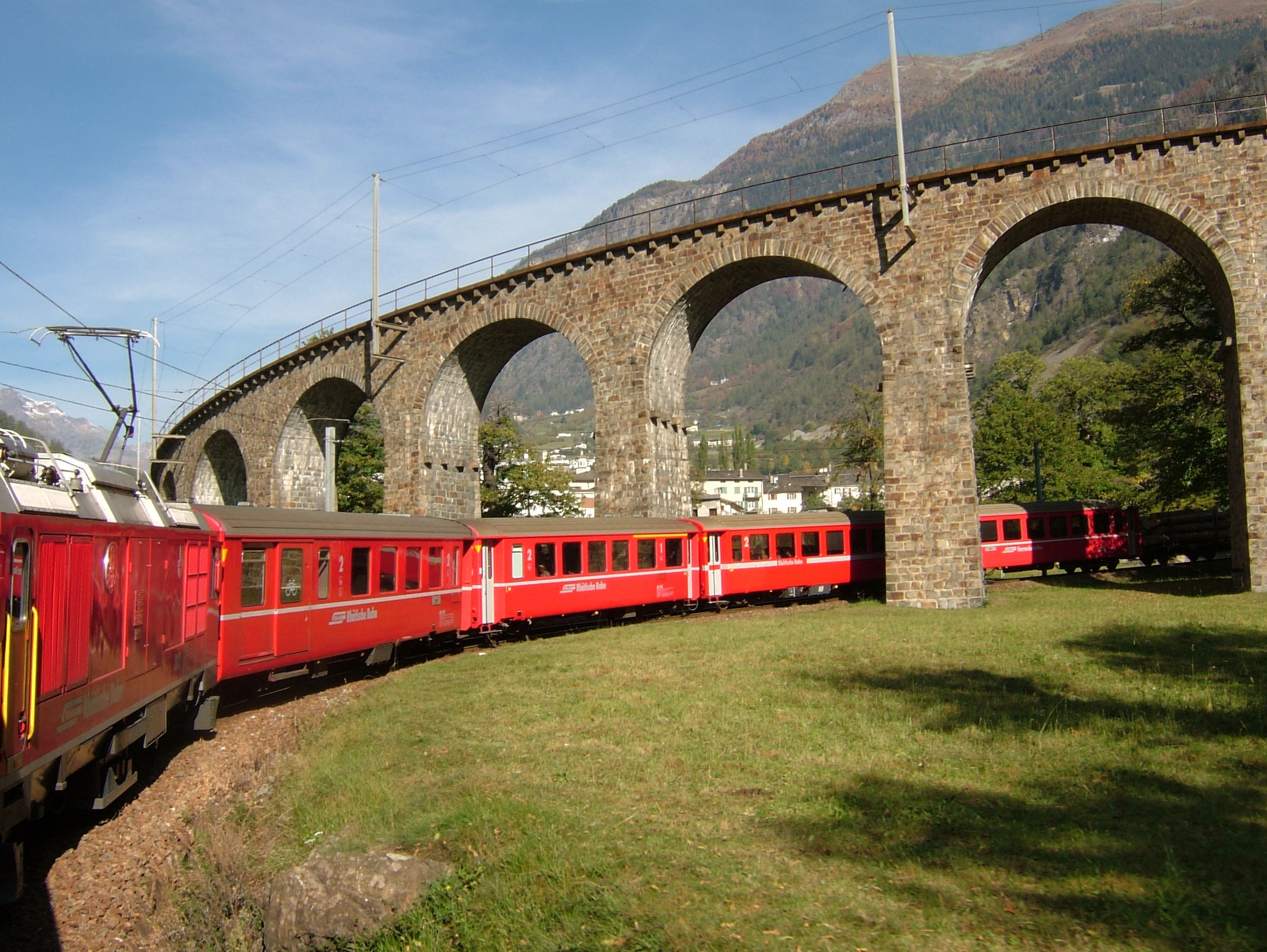
Ansicht vom fahrenden Zug aus

Das Projekt Buss für eine Berninabahn vom Juni 1905 (am 2. März 1906 vom Bundesrat bewilligt) sah eine Maximalsteigung von 7 % vor und erforderte daher eine Linienführung unabhängig von der steileren Strasse zwischen Miralago und Campocologno. Die Lage der Stationen auf Gemeindegebiet von Brusio war zwischen den Fraktionsgemeinden umstritten. So musste, obwohl der Bau der unbestrittenen Abschnitte zwischen Tirano und Poschiavo bereits im Mai 1906 begann, im Bereich von Brusio noch nach Varianten gesucht werden.
Eine Projektvariante vom 6. August 1906 sah eine Station Brusio unterhalb des Dorfes vor. Im Bereich des heutigen Viadukts war eine S-Schleife vorgesehen, die aus einem gepflasterten Damm bestand und die eine Gegenkurve von beidseits 50 m Radius enthielt. Der Bahnhof hätte sich unterhalb der Schleife befunden.
Auf Wunsch der Gemeinde Brusio wurde mit Datum vom 26. September 1906 eine Projektvariante präsentiert, die den Bahnhof Brusio am heutigen Standort oberhalb des Dorfes vorsah, ergänzt durch eine Haltestelle Campascio. Die Schleife zur Längengewinnung verblieb, allerdings war nun statt des Damms eine Brücke mit acht Bögen von 10 Metern Weite vorgesehen. Die S-Kurve weist nun Radien von 45 m auf.
Eine offene Schleife, die unter das Viadukt zurückführt, das „Kreisviadukt“, lässt sich erstmals in einer Variante vom 29. Oktober 1906, genehmigt vom Eisenbahndepartement am 21. Dezember 1906, finden. Der Grund zu dieser Lösung mag im verminderten Landbedarf gelegen haben.
Die Verzögerungen um den Bahnhof Brusio führten zu Zeitdruck. Baubeginn am Viadukt von Brusio war am 25. März 1907, als die Strecke von Campocologno zum Viadukt bereits fertiggestellt war. Dennoch war die Strecke Tirano-Poschiavo im Juli 1908 fertiggestellt.
Am 14. Dezember 2008 kam es oberhalb des Kreisviadukts zu einem grossen Felssturz, woraufhin die Bahnstrecke aufgrund der massiven Zerstörung (Fahrleitungen, Schienen, Gleisbett, Bahndamm) für 111 Tage gesperrt war. Aufgrund der labilen Geologie wurde ein Auffangdamm errichtet, der herabfallendes Gestein so zurückhalten soll, dass kein Material mehr bis auf die Bahnanlagen gelangen kann.
Von März bis Oktober 2011 wurde das Kreisviadukt umfassend saniert, da grosse Temperaturunterschiede und chemische Zersetzungen im Lauf der Jahrzehnte erhebliche Mauerwerksschäden im Bereich der Bogengewölbe verursacht hatten. Die RhB baute unter laufendem Betrieb wasserdichte Schottertröge in Stahlbeton ein, wozu die obersten 80 Zentimeter des Kreisviadukts vollständig abgetragen werden mussten. Damit verbunden war auch eine beidseitige Verbreiterung um je 23 Zentimeter. Die Kosten beliefen sich auf 2,75 Millionen Franken. Bei einem weiteren Felssturz oberhalb des Kreisviadukts am 8. und 9. Januar 2013 bewährte sich der 2009 errichtete Schutzdamm, so dass die Schäden diesmal weit geringer waren und der Fahrbetrieb bereits am 17. Februar – trotz einer längeren Zwangsunterbrechung der Aufräumarbeiten aufgrund des Winterwetters – wieder aufgenommen werden konnte.

## Sonstiges
Ein Nachbau des Kreisviadukts von Brusio existiert in Nuevo Arenal in Costa Rica beim Tren Turistico Arenal in der Hotelanlage Pequeña Helvecia. Dort verkehrt eine Schmalspurbahn mit einer Spurweite von 600 mm auf einer 3,5 Kilometer langen Strecke.